# Catasticta rileya
Catasticta rileya is een vlindersoort uit de familie van de witjes (Pieridae), onderfamilie Pierinae.
De wetenschappelijke naam van de soort werd in 1939 gepubliceerd door Brown, F & Gabriel.